# Moraleja (kommun)
Moraleja är en kommun i Spanien.   Den ligger i provinsen Provincia de Cáceres och regionen Extremadura, i den centrala delen av landet, 260 km väster om huvudstaden Madrid. Antalet invånare är 7 130. Arean är 148 kvadratkilometer.
Terrängen i Moraleja är huvudsakligen platt, men åt sydväst är den kuperad.